# オッコ・カム
オッコ・カム（Okko Kamu, 1946年5月7日ヘルシンキ - ）は、フィンランドの指揮者、ヴァイオリニスト。

## 経歴
1946年ヘルシンキ生まれ。1965年にヘルシンキ・フィルハーモニー管弦楽団の第2ヴァイオリン首席奏者として入団。続いて1966年にフィンランド国立歌劇場のコンサートマスターとなる。
指揮はまったくの独学であったが、1969年の第1回カラヤン国際指揮者コンクールで優勝して指揮者としての道を開いた。カラヤンのアシスタントを務めた後、フィンランド国立歌劇場やストックホルム王立歌劇場の指揮者を務めた。1970年にはベルリン・フィルハーモニー管弦楽団、ニュー・フィルハーモニア管弦楽団に客演。1971年から1977年までフィンランド放送交響楽団、1981年から1986年までオスロ・フィルハーモニー管弦楽団、1981年から1988年までヘルシンキ・フィルハーモニー管弦楽団、1983年から1986年までオランダ放送交響楽団（2005年解散）、1991年から1999年までヘルシンボリ交響楽団の首席指揮者、1996年から2000年までフィンランド国立歌劇場の音楽監督、2011年から2016年までラハティ交響楽団の首席指揮者を務めた。
現在までの30年間にたびたび来日し、日本フィルハーモニー交響楽団、読売日本交響楽団、東京フィルハーモニー交響楽団、札幌交響楽団、山形交響楽団などを指揮している。1982年にヘルシンキ・フィルと来日してFM東京『TDKオリジナル・コンサート』で放送された演奏は、2008年3月にCDとしてTDKコアより発売された。
同じくフィンランド生まれのシベリウスやサッリネンなどを代表的なレパートリーにしている。